# Tristellateia bernierana
Tristellateia bernierana är en tvåhjärtbladig växtart som beskrevs av Adrien Henri Laurent de Jussieu. Tristellateia bernierana ingår i släktet Tristellateia och familjen Malpighiaceae. Inga underarter finns listade i Catalogue of Life.